# Enhanced CD

Logo chính thức của Enhanced CD

Enhanced CD là nhãn hiệu chứng nhận của Hiệp hội Công nghiệp Ghi âm Hoa Kỳ cho các công nghệ có khả năng kết hợp âm thanh và dữ liệu máy tính để sử dụng trong cả đĩa compact và đầu phát CD-ROM.
Công nghệ CD này được phát triển từ năm 1994, hãng thu âm Heyday Records đã phát hành một số album dạng này, ví dụ nhứ của Chris von Sneidern. Một số nghệ sĩ lúc bấy giờ cũng đã bắt kịp xu thế và thử nghiệm như Sarah McLachlan, Kitaro, Bob Dylan, Mariah Carey.
Các định dạng thuộc danh mục Enhanced CD bao gồm CD chế độ hỗn hợp (CD-ROM Sách Vàng / CD-DA Sách Đỏ), CD-i, CD-i Ready và CD-Extra/CD-Plus ( CD Blue Book, còn được gọi đơn giản là E-CD). Các  Với khả năng lưu trữ dữ liệu máy tính, Enhanced CD  có thể tích hợp âm thanh và video, lời bài hát, tổng phổ kỹ thuật số và đây đủ danh mục cd của một nghệ sĩ. Enhanced CD còn hỗ trợ những phần mềm dẫn đến trang web của nghệ sĩ. Tại Việt Nam, Lương Bằng Quang có thể xem là nghệ sĩ đầu tiên thử nghiệm công nghệ này.